# Кокжиде (Саркандський район)
Кокжиде́ (каз. Көкжиде) — село у складі Саркандського району Жетисуської області Казахстану. Входить до складу Лепсинського сільського округу.
Населення — 489 осіб (2021; 872 у 2009, 1220 у 1999, 1637 у 1989).